# Jonathan Morgan Heit
Jonathan Morgan (16 luglio 2000) è un attore statunitense, noto per aver interpretato il personaggio di Patrick nel film di Adam Sandler Racconti incantati, diretto da Adam Shankman.
È stato attivo fino al 2016 quando poi si è ritirato. Attualmente lavora come gallerista.

## Filmografia parziale

### Cinema
- Racconti incantati (Bedtime Stories), regia di Adam Shankman (2008)
- Starsucker, regia di Nathan Skulnik - documentario (2010)
- Appuntamento con l'amore (Valentine's Day), regia di Garry Marshall (2010)
- Notte folle a Manhattan (Date Night), regia di Shawn Levy (2010)
- Zampa e la magia del Natale - homevideo (2010)
- The Call, regia di Stephen Messer - cortometraggio (2012)
- Sugar, regia di Rotimi Rainwater (2013)
- Supercuccioli - I veri supereroi (Super Buddies), regia di Robert Vince (2013)

### Televisione
- E.R. - Medici in prima linea - serie TV, 1 episodio (2007)

### Doppiatore
- Supercuccioli a Natale - Alla ricerca di Zampa Natale (2009) - parte cantata
- Jake e i pirati dell'Isola che non c'è, regia di Howy Parkins (2011-2016) - serie TV d'animazione
- Tarzan, regia di Reinhard Kloss (2013)
- Fuga dal pianeta Terra, regia di Callan Brunker (2013)

## Doppiatori italiani
Nelle versioni in italiano dei suoi lavori, Jonathan Morgan Heit è stato doppiato da:
- Andrea Di Maggio in Notte folle a Manhattan
- Arturo Valli in Racconti Incantati

Da doppiatore è sostituito da:
- Riccardo Suarez in Jake e i pirati dell'Isola che non c'è
- Luca Tesei in Fuga dal pianeta Terra